# Slåttjärnen (Kalls socken, Jämtland, 705287-137340)
Slåttjärnen är en sjö i Åre kommun i Jämtland och ingår i Indalsälvens huvudavrinningsområde. Sjön har en area på 0,0932 kvadratkilometer och ligger 637,8 meter över havet. Sjön avvattnas av vattendraget Ytterån (Ålfloån).

## Delavrinningsområde
Slåttjärnen ingår i det delavrinningsområde (705374-137315) som SMHI kallar för Ovan 707567-137337. Medelhöjden är 686 meter över havet och ytan är 2,14 kvadratkilometer. Det finns inga avrinningsområden uppströms utan avrinningsområdet är högsta punkten. Ytterån (Ålfloån) som avvattnar avrinningsområdet har biflödesordning 2, vilket innebär att vattnet flödar genom totalt 2 vattendrag innan det når havet efter 338 kilometer. Avrinningsområdet består mestadels av skog (83 procent). Avrinningsområdet har 0,09 kvadratkilometer vattenytor vilket ger det en sjöprocent på 4,3 procent.